# 이오기정
이오기정(일본어: 井荻町)은 도쿄부 도요타마군에 존재했던 정이다. 현재의 [[[도쿄도]] 스기나미구 북서부에 해당한다.

## 역사
- 1889년 5월 1일 - 정촌제 시행에 의해 히가시타마군 이오기촌이 성립, 당시의 인구는 2,925명이였다.
- 1896년 4월 1일 - 미나미토시마군, 히가시타마군이 합병해, 도요타마군이 되었다.
- 1926년 7월 1일 - 정으로 승격해 이오기정이 되었다.
- 1932년 10월 1일 - 도쿄시에 편입되어 소멸하였다.이후 이오기정의 구역은 스기나미구가 되었다.

## 교통

### 철도
- 고부철도 →국철
- 세이부 궤도→무사시 수전→제국 전등→세이부 철도 도덴 스기나미선
- 세이부 철도
  - 무라야마선

## 관련서적
- 東京市臨時市域擴張部 『豊多摩郡井荻町現状調査』 1931年